# 1301 dans les croisades
- Mamelouks :             An-Nâsir Muhammad ben Qalâ'ûn

Cette page regroupe les évènements concernant les Croisades qui sont survenus en 1301 : 
- Héthoum II, roi d'Arménie, abdique en faveur de son neveu Léon IV[1].